# Hôtel de Nocé
El hotel de Nocé u hotel d'Orcy es una antiguo hôtel particulier, ubicada en la Plaza Vendôme, al norte de la plaza, en el lado de la Rue de la Paix y contiguo al Hôtel Boffrand  y el Hôtel Gaillard de La Bouëxièreen el 1 distrito de París .
Construido a partir de 1717, para Charles de Nocé, por el arquitecto Germain Boffrand, pasó eal marqués de Fontanieu, a Jean-Baptiste-François Gigot d'Orcy y a Marc-Antoine Chaise.
Allí residieron inquilinos famosos, entre ellos la condesa Virginia de Castiglione y el comediante Lucien Guitry, padre de Sacha Guitry.
Desde 1893 alberga las boutiques de los joyeros Boucheron y Qeelin. Desde 2016 es propiedad total y absoluta del grupo Kering, al que pertenecen las dos marcas mencionadas.

## Historia

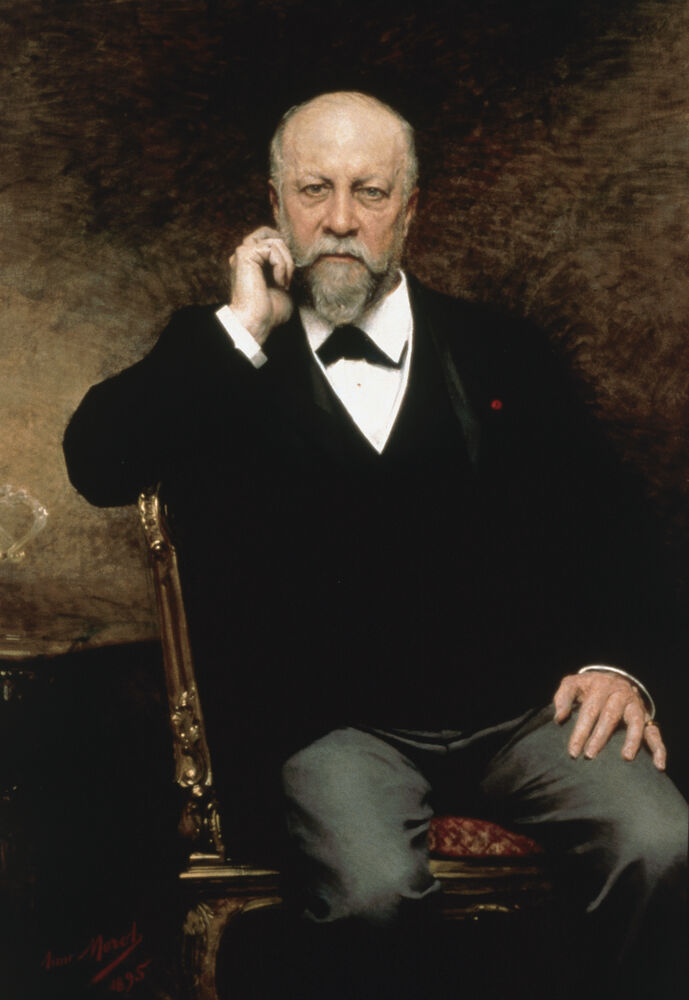
Frédéric Boucheron

Charles de Nocé, primer caballero de la cámara del Regente, adquirió el solar a finales de 1716, e hizo construir allí su residencia parisina, de 1717 a 1718, por el arquitecto Germain Boffrand.
En 1720, este último lo vendió a Gaspard Moïse Augustin, marqués de Fontanieu, controlador general de la Garde-meuble de la Couronne, quien se separó de él solo dos años después.
En 1760, Jean Cottin, director de la Compañía Francesa de las Indias Orientales, adquirió el edificio, que fue nuevamente vendido en 1782, por su hijo, Jean-Louis Cottin de Guibeville, al mineralogista Jean-Baptiste-François Gigot d'Orcy . Este último alquiló entonces el vecino Hôtel Boffrand, para instalar allí su importante gabinete de historia natural.
Después de la Revolución, en 1801, pasó a manos del notario Marc Collin, quien lo vendió al dorador y enmarcador Marc-Antoine Chaise, en 1814. Este último lo transformó luego en un edificio de apartamentos, y varios inquilinos famosos se quedaron allí hasta principios del siglo XX, entre ellos el marqués de La Baume, el ebanista François Linke, el zapatero Pietro Yantorny, y el actor Lucien Guitry.
La inquilina más famosa es sin duda la condesa Virginia de Castiglione, amante del emperador Napoleón III, que vivió allí enclaustrada en el entresuelo, desde junio de 1878 hasta 1894.
En 1893, Frédéric Boucheron eligió este prestigioso lugar para desarrollar su negocio y fue el primer joyero en establecerse allí.
En 1895, la marca de cosméticos Klytia inauguró el primer instituto de belleza del mundo en el primer piso del hotel.
Incluso hoy, el hotel está ocupado por Boucheron, que se ha convertido en una marca del grupo Kering, que solo adquirió todo el edificio en 2016
En 2017, el hotel fue completamente restaurado bajo la dirección del arquitecto de los edificios de Francia, Michel Goutal y el decorador Pierre-Yves Rochon. El trabajo tuvo como objetivo restaurar los volúmenes originales y crear un apartamento que ocupe todo el segundo piso, destinado a ofrecer una estancia familiar a los mejores clientes de Boucheron.

## Protección
Está parcialmente clasificado como monumento histórico, por sus fachadas y cubiertas por orden de 17 de mayo de 1930.